# ديتويلير
ديتويلير (بالفرنسية: Dettwiller)‏ هي بلدية تقع في إقليم الراين الأسفل من منطقة ألزاس في شمال شرق فرنسا. تبلغ مساحة هذه المدينة 10.77 (كم²)، وترتفع عن سطح البحر 170 م، يبلغ عدد سكانها 2690 نسمة حسب إحصاء المعهد الوطني للإحصاء والدراسات الاقتصادية سنة 2009 م. وترأس Gabriel Osswald البلدية خلال فترة (2008 - 2014).

## أعلام
- رينولد فون روزين

## وصلات خارجية
- صفحة البلدية على موقع المعهد الوطني للإحصاء والدراسات الاقتصادية